# Lehrtechnologie
Lehrtechnologie (häufig aus dem Englischen Educational Technology abgekürzt als EduTech oder EdTech) bezieht sich auf die kombinierte Nutzung von Computerhardware, -software und bildungstheoretischen Ansätzen in der Praxis, um das Lernen zu erleichtern. Die Abkürzung „EdTech“ bezieht sich oft auf die Branche der Unternehmen, die Lehrtechnologien entwickeln.
Lehrtechnologie basiert neben der praktischen Bildungserfahrung auf theoretischem Wissen aus verschiedenen Disziplinen wie Kommunikation, Pädagogik, Psychologie, Soziologie, Künstliche Intelligenz und Informatik. Sie umfasst mehrere Bereiche, einschließlich Lerntheorie, computerbasiertes Training, Online-Lernen und M-Learning, bei dem mobile Technologien verwendet werden.

## Definition
Die Association for Educational Communications and Technology (AECT) definiert Lehrtechnologie als „das Studium und die ethische Praxis, das Lernen zu erleichtern und die Leistung durch das Erstellen, Verwenden und Verwalten geeigneter technologischer Prozesse und Ressourcen zu verbessern“. Sie bezeichnet Lehrtechnologie als „Theorie und Praxis von Entwurf, Entwicklung, Nutzung, Management und Bewertung von Prozessen und Ressourcen für das Lernen“. Lehrtechnologie bezieht sich somit auf alle gültigen und zuverlässigen angewandten Bildungswissenschaften, wie Ausrüstungen, sowie Prozesse und Verfahren, die aus wissenschaftlichen Forschungen abgeleitet sind.

## Geschichte
Die systematische Nutzung von Lehrtechnologie begann im frühen 20. Jahrhundert, wo erstmalig in größerem Rahmen Diapositive und Diaprojektoren eingesetzt wurden. In Preußen wurde in 1907 eine Bildstelle zum Verleih dieser Unterrichtsmedien etabliert. Der Weg zum bewegten Bild wurde in den frühen 1910er Jahren durch Thomas Edison vorangetrieben, der durch den Einsatz von Lehrfilmen die Filmindustrie massiv auf die Lehre auszudehnen suchte.
In den 1920er Jahren, führte Sidney Pressey, ein Professor für Psychologie an der Ohio State University, die Idee einer mechanischen Lehrmaschine ein. Dies war ursprünglich eine Maschine zur Bearbeitung von Multiple-Choice-Fragen durch Schüler und hatte ein Fenster mit einer Frage und vier Antworten. Der Schüler drückte die Taste für die gewählte Antwort. Die Maschine zeichnete die Antwort auf einem Zähler auf der Rückseite der Maschine auf und zeigte die nächste Frage erst nach der richtigen Beantwortung der vorherigen Frage an, folgte also einer strikt linearen Lehrsequenz.
Die Idee des Hypertexts, des Grundkonzeptes des heutigen Web, wird zumeist Vannevar Bush zugeschrieben und von ihm 1945 im Artikel As We May Think beschrieben; dieses Konzept des vernetzten Wissens und nicht-linearer Lehrsequenzen bildet eine Grundlage für spätere digitale Lehr- und Lernwerkzeuge.

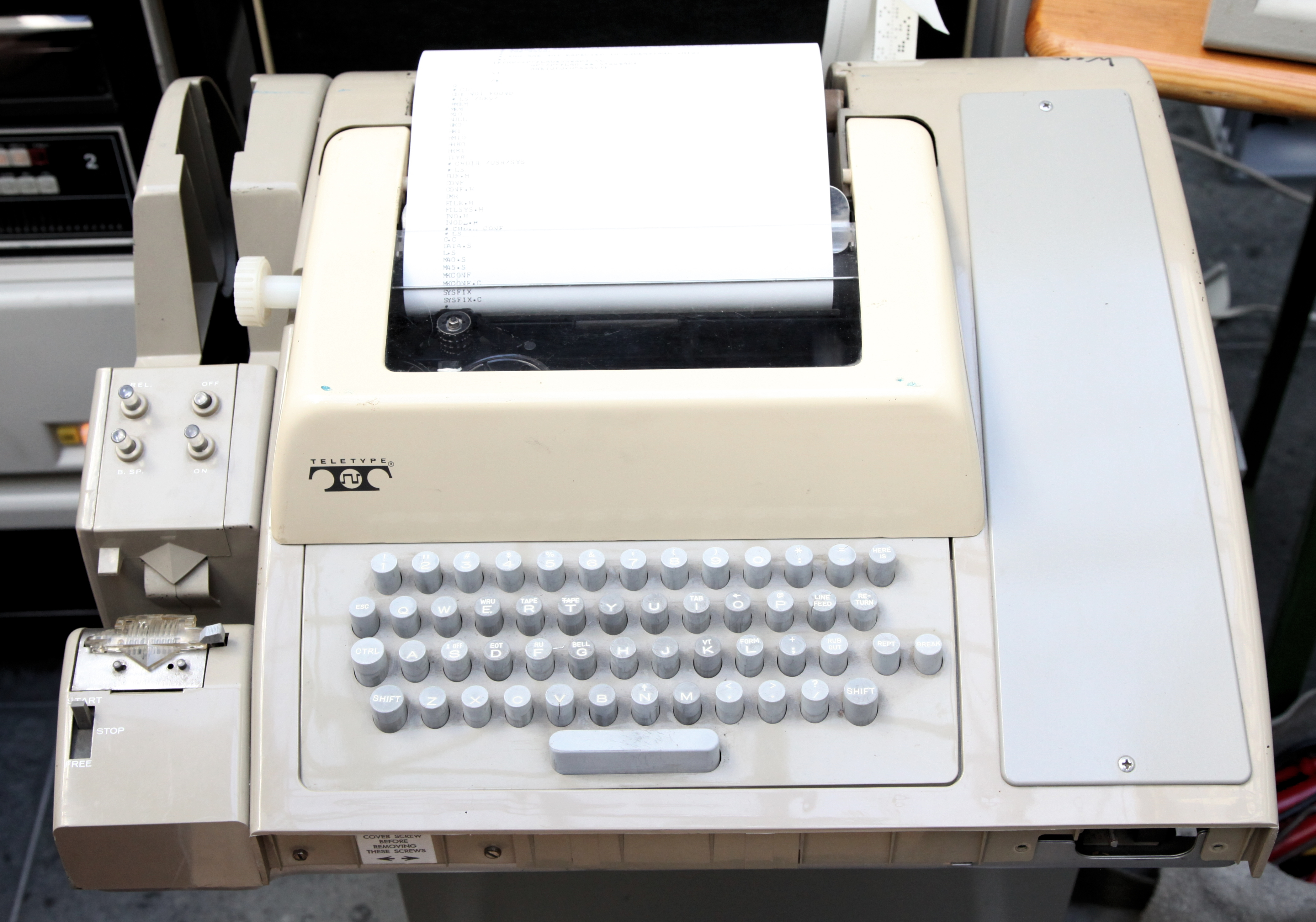
Teletype Model 33 ASR

In den 1960er Jahren begannen Universitäten wie Stanford mit dem experimentellen Einsatz von Computern (insbesondere via Teletypes) zur Unterstützung des Unterrichts. Online-Bildungsangebote, wie die von der University of Illinois initiierten, begannen bereits in den 1960er Jahren, lange bevor das Internet allgemein zugänglich wurde.
In den 1970er Jahren wurden Audience Response Systeme (heute oft "Clicker" genannt) eingesetzt, um in Vorlesungen Interaktivität zu erreichen.
Mitte der 1980er Jahre hatten Schüler und Studenten typischerweise noch keine persönlichen Computer, und der Zugriff auf elektronische Kursinhalte wurde oft von Hochschulbibliotheken ermöglicht. Bei der computergestützten Ausbildung (CBT) oder dem computergestützten Lernen (CBL) fand die Lerninteraktion zwischen dem Schüler und Computerübungen oder Simulationen statt. Bildungseinrichtungen begannen, die Vorteile des neuen Mediums zu nutzen, indem sie Fernlehrgänge anboten, bei denen Computernetzwerke für Informationen genutzt wurden. Projektionsfilme wurden in den 1980er Jahren durch VHS-Kassetten ersetzt.
Der Aufstieg des Internets und die Entwicklung von Online-Lernplattformen in den 1990er Jahren revolutionierten das Feld weiter. VHS-Kassetten wurden durch DVDs abgelöst.
In den 2000er Jahren stieg die Online-Präsenz und damit die Möglichkeiten des Lernens im Internet stark an, sodass zahlreiche offene Lernkurse, zusammengefasst als Open Educational Resources, angeboten wurden. Diese Kurse gelten als Vorläufer der heute verwendeten Massive Open Online Courses. 
Im Jahr 2020 mussten aufgrund der COVID-19-Pandemie viele Schulen auf der ganzen Welt schließen, so dass immer mehr Schüler am Online-Unterricht teilnahmen und Studenten an Universitäten Online-Kurse belegten.

## Theorie
Die theoretischen Grundlagen der Lehrtechnologie umfassen verschiedene Lerntheorien:

### Behaviorismus
Der Behaviorismus basiert auf der Annahme, dass Lernen ein beobachtbares Verhalten ist, das durch Umwelteinflüsse gesteuert werden kann. Technologien, die auf diesem Ansatz basieren, nutzen oft Verstärkungen und Belohnungen zur Modifikation des Verhaltens.

### Kognitivismus
Der Kognitivismus betrachtet Lernen als einen internen Prozess, der sich mit der Verarbeitung von Informationen befasst. Technologien, die auf dem Kognitivismus basieren, zielen darauf ab, das Verständnis zu fördern und kognitive Prozesse wie Erinnerung und Problemlösung zu unterstützen.

### Konstruktivismus
Der Konstruktivismus sieht Lernen als einen aktiven, konstruktiven Prozess, bei dem Lernende auf der Grundlage ihrer Erfahrungen und ihrer Interaktion mit der Umwelt Wissen aufbauen. Lehrtechnologien, die diesen Ansatz verfolgen, fördern exploratives und entdeckendes Lernen.

## Praxis

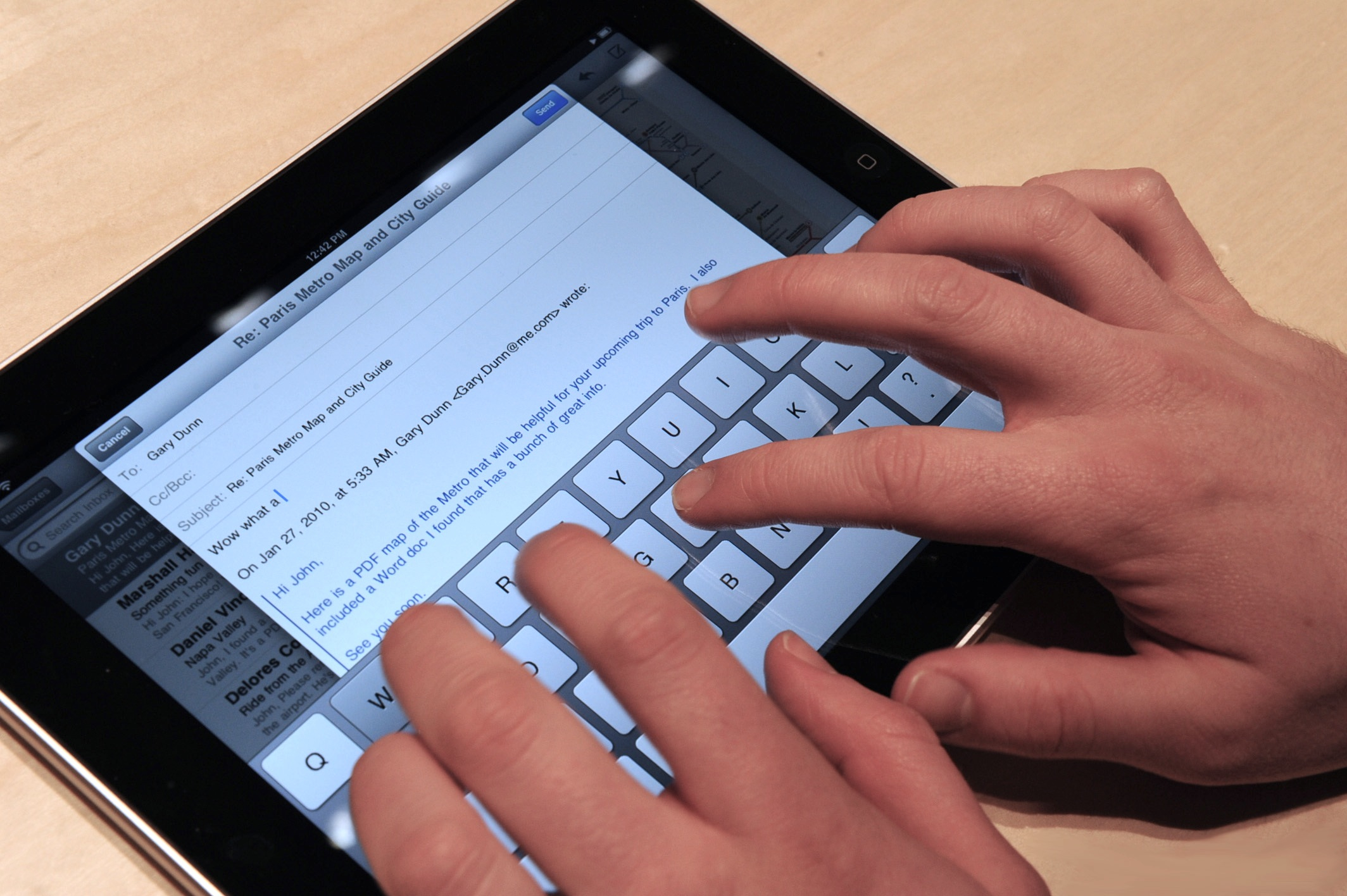
Apple iPad mit eingeblendeter Bildschirmtastatur

Moderne Lehrtechnologien nutzen nur noch selten spezielle Endgeräte, sondern bedienen sich zunehmend der Tablets, Smartphones und Computer der Lernenden (Bring-Your-Own-Device (BYOD)). Vor Ort sind die Bildungseinrichtungen dann nur noch für ausreichend leistungsfähige Netzwerkinfrastruktur und Steckdosen verantwortlich.

### Audio- und Videomedien
Audio und Video wird zumeist nicht mehr durch Datenträger, sondern on-demand und asynchron durch Videostreaming zur Verfügung gestellt. Neben typischen Lehrfilmen, welche zunehmend feingranulärer und kürzer werden, werden nach der COVID-19-Pandemie häufig die Vorlesungen in Hochschulen aufgenommen und den Studenten zur Verfügung gestellt (wobei eine Aufzeichnung des Tafelbildes häufig mindestens 4K nötig macht).

### Live-Streaming
Während zum einen Vorlesungen aus dem Hörsaal live gestreamt werden (häufig nur in einer Richtung als Webcast vom Hörsaal ausgehend), gibt es zum anderen unter Zuhilfenahme von Konferenzsystemen wie Zoom auch Lehrveranstaltungen, die Mischformen von Präsentationen, Diskussionen, Gruppenarbeiten (virtuellen Breakout-Groups) und gemeinsam editierten Medien wie virtuellen Whiteboards zulassen.

### Kollaborationssoftware
In der Lehre populär geworden ist auch virtuelle Kollaborationssoftware (Groupware) wie Teams, Miro etc., die es Schülern und Studenten erlaubt, gemeinsam Arbeitsprodukte zu erstellen.

### Lernmanagementsystem
Ein Lernmanagementsystem (LMS) ist eine Software, die für die Bereitstellung, Verfolgung und Verwaltung von Schulungen und Bildung verwendet wird. Es verfolgt Daten über Anwesenheit, Zeit bei der Aufgabe und den Fortschritt der Studierenden. Pädagogen können Ankündigungen veröffentlichen, Aufgaben bewerten, Kursaktivitäten überprüfen und an Diskussionen teilnehmen. Studierende können ihre Arbeiten einreichen, Diskussionsfragen lesen und beantworten und Quizze machen. Ein LMS kann es Lehrkräften, Administratoren und Studierenden sowie zusätzlichen berechtigten Parteien (wie Eltern, wenn dies angebracht ist) ermöglichen, verschiedene Metriken zu verfolgen. Derzeit populäre Lernmanagementsysteme umfassen Canvas, Blackboard Inc. und Moodle.

### Lerninhaltsmanagementsystem
Ein Lerninhaltsmanagementsystem (LCMS) ist eine Software zur Autorenerstellung von Inhalten (Kurse, wiederverwendbare Inhaltsobjekte). Ein LCMS kann ausschließlich der Erstellung und Veröffentlichung von Inhalten dienen, die auf einem LMS gehostet werden, oder es kann die Inhalte selbst hosten. Ein jüngerer Trend bei LCMSs besteht darin, dieses Problem durch Crowdsourcing anzugehen. Standards wie SCORM und xAPI sollen die Interoperabilität zwischen verschiedenen technologischen Systemen ermöglichen und eine konsistente Lernerfahrung fördern.

### Computerunterstützte Bewertung
Computerunterstützte Bewertung (e-assessment) reicht von automatisierten Multiple-Choice-Tests bis zu ausgeklügelteren Systemen, die zum Beispiel numerische, symbolische oder Rankordnungsaufgaben zulassen. Bei einigen Systemen kann das Feedback auf die spezifischen Fehler eines Studierenden ausgerichtet sein, oder der Computer kann den Studierenden durch eine Reihe von Fragen navigieren, die sich an dem zu orientieren scheinen, was der Studierende gelernt hat oder nicht gelernt hat. Formative Bewertungen erlauben es Lehrenden auch, falsche Antworten und Fragen vor den Lehrveranstaltungen zu sichten und den Unterricht entsprechend anzupassen (zum Beispiel im Rahmen von Just-In-Time-Teaching). Der Prozess wird durch eine summative Bewertung abgeschlossen.
Mit der technologischen Weiterentwicklung im Bereich der computergestützten Bewertung gewinnen KI-gestützte Tools zunehmend an Bedeutung in der Lehre. In Deutschland zeigt sich dies beispielsweise durch den Einsatz von Landeslizenzen, die Lehrkräften Zugang zu solchen Technologien ermöglichen. Die Anbieter dieser Systeme werben mit einer deutlichen zeitlichen Entlastung für Lehrkräfte, was angesichts der angespannten Personalsituation im Bildungswesen als möglicher Beitrag zur Bewältigung aktueller Herausforderungen gesehen wird.
Eine Untersuchung des Angebots „KI-Korrekturhilfe“ von der deutschen Firma Fobizz deutet jedoch auf erhebliche methodische und technische Schwächen dieser Systeme hin. Die Studie zeigt, dass die automatisierten Rückmeldungen des Tools oft uneinheitlich und wenig nachvollziehbar sind. Darüber hinaus ergeben sich, den Erkenntnissen der Studie zufolge, bei der Bewertung von Abgaben teilweise zufällige Ergebnisse, die keinem klar erkennbaren Bewertungsmaßstab folgen. Besonders auffällig ist hier die mangelnde Fähigkeit des Tools, unsinnige oder KI-generierte Eingaben zuverlässig zu erkennen. In einigen Fällen erhielten solche Eingaben ähnliche oder sogar bessere Bewertungen als ernsthaft erstellte Arbeiten. Laut der Studie sind diese Probleme teilweise auf die inhärenten Eigenschaften großer Sprachmodelle zurückzuführen, die im Hintergrund vieler solcher Tools verwendet werden.
Durch diese inhärenten technischen Schwierigkeiten kann auch eine korrekte Anwendung der KI-gestützten Bewertung die versprochene Zeitersparnis nicht gewährleisten. Stattdessen müssen Lehrkräfte die Ausgaben des Tools eigenständig überprüfen und bewerten, um dessen Ergebnisse sinnvoll einzusetzen, was zu einem zusätzlichen Arbeitsaufwand für die Lehrkräfte führen kann.

### Simulationen und Videospiele
Als interaktive Lernumgebungen werden auch Simulationen und Videospiele eingesetzt, welches es Lernenden erlaubt, insbesondere Situationen zu erkunden, die in der Realität zu teuer, gefährlich oder aus anderen Gründen unmöglich bereitgestellt werden können.

### Interaktion im Hörsaal und Klassenzimmer

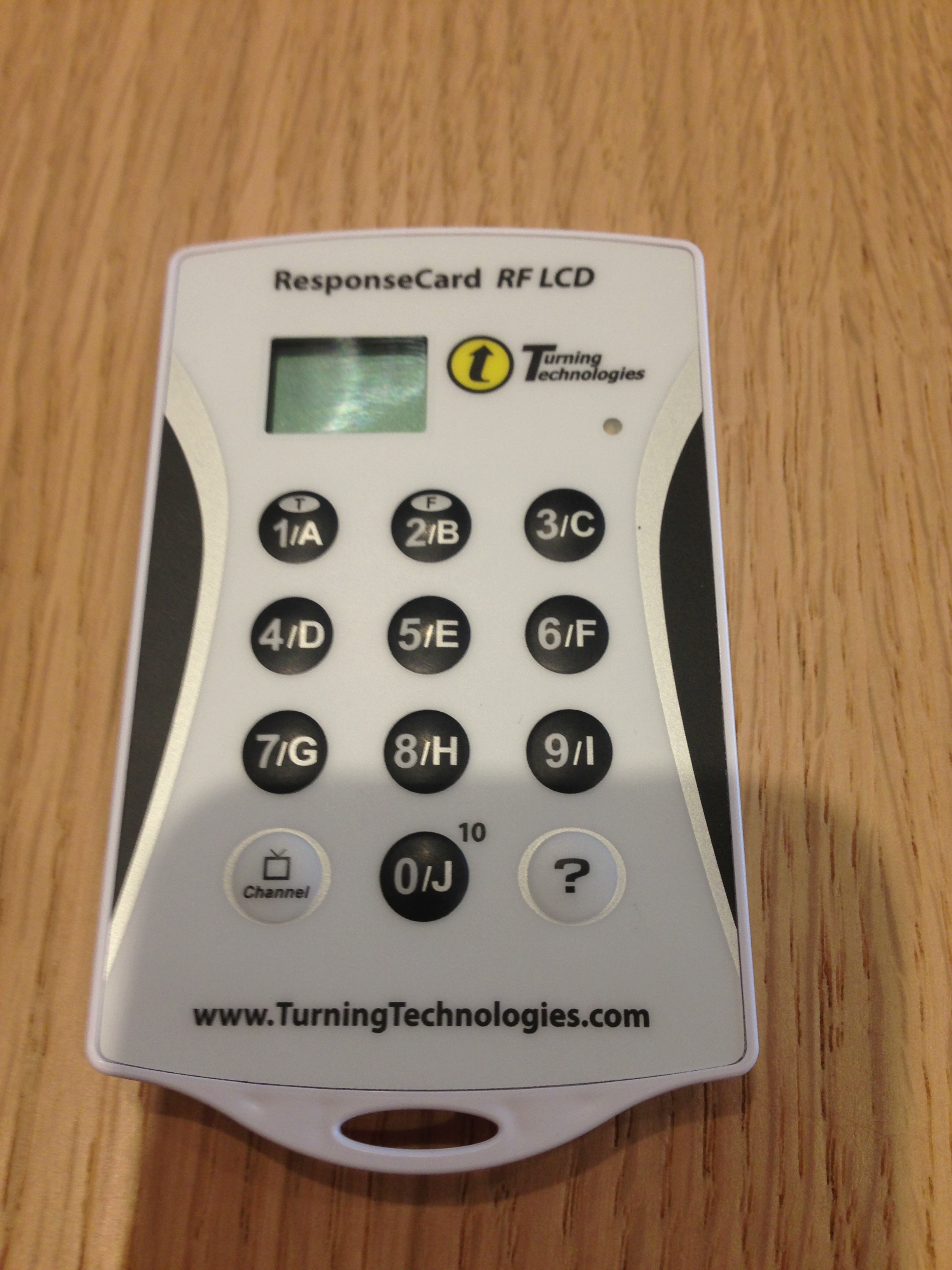
Handelsüblicher Clicker

Im Rahmen der aktivierenden Lehre werden häufig Audience Response Systeme eingesetzt. Während dies früher oft separate Hardware benötigte, werden heute im Rahmen von BYOD häufig Endgeräte der Studierenden eingesetzt. Populäre Systeme sind zur Zeit Kahoot und Menti.

### Probeware
Durch den Einsatz elektronischer Datenerfassung mit Sensoren können Laborkurse dem wissenschaftlichen Alltag angepasst werden. Daten des Experimentes werden dabei ausgelesen und direkt zur Auswertung am Computer bereitgestellt.

### Assistive Technology
Lehrtechnologie kann zur Barrierefreiheit in der Hochschullehre beitragen. Hierbei sind elektronische Lehrmittel und Lehrformate häufig zugänglicher als zum Beispiel gedruckte Materialien und traditionelle, reine Präsenzveranstaltungen.

### Interaktive Whiteboards

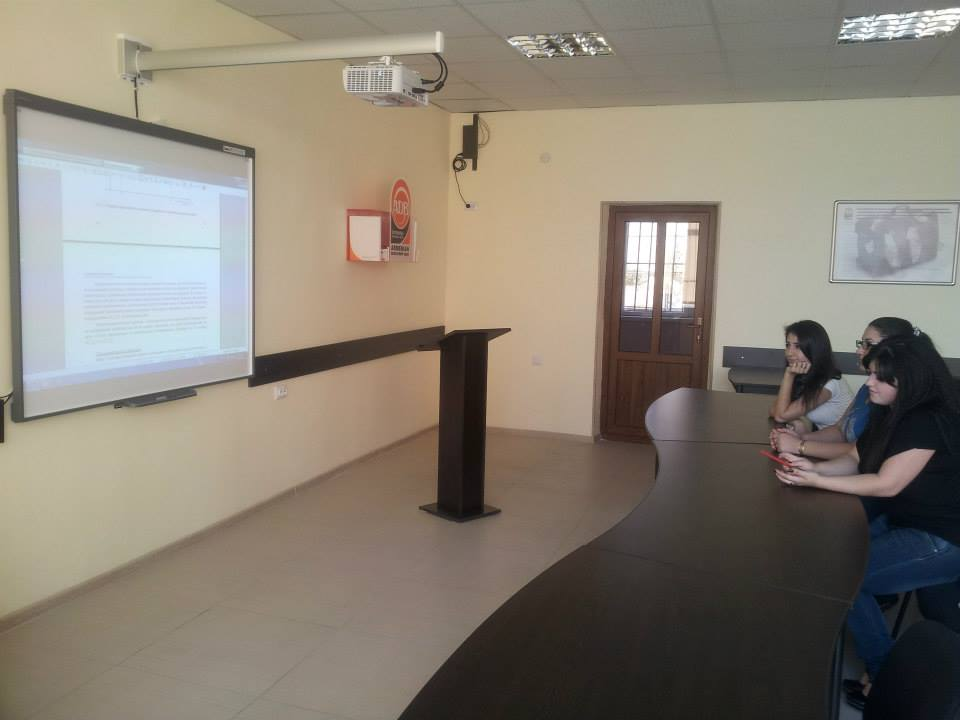
Interaktives Whiteboard in einer Schule in Jerewan, Armenien

Besonders in Klassenzimmern an Schulen haben im Rahmen von massiven Digitalisierungsinitiativen interaktive Whiteboards Einzug gehalten, welche Videoprojektion mit Touchscreen-Funktionalität vereinen. Zunehmend werden die Projektoren durch großflächige LCD-Monitore ersetzt.

### Virtuelle und erweiterte Realität
Die virtuelle Realität (VR) und erweiterte Realität (AR) bietet Studierenden und Lehrkräften die Möglichkeit, Schichten digitaler Informationen zu erstellen, einschließlich sowohl virtueller Welten als auch, im Falle von AR, realer Elemente, um in Echtzeit zu interagieren. Probleme gibt es derzeit noch mit der Skalierbarkeit dieser Technologien, denn die Headsets sind noch teuer und deshalb zur Zeit häufig nur in beschränkter Anzahl verfügbar.

### Künstliche Intelligenz
Die jüngsten Fortschritte in der Lehrtechnologie umfassen die Integration von Künstlicher Intelligenz und adaptiven Lernsystemen, die eine personalisierte Lernerfahrung bieten können. Ziel dieser Systeme ist, auf die individuellen Bedürfnisse der Lernenden einzugehen und den Lernprozess entsprechend anzupassen.